# Donna di cera/Sera d'autunno
Donna di cera/Sera d'autunno è un 45 giri di Elisabetta Viviani, l'ultimo pubblicato nel 1983 dall'etichetta discografica CGD.

## I brani
Donna di cera, scritto da Albertelli/Palazzi/Carlotto su arrangiamenti di Vince Tempera, è un brano influenzato da uno stile prettamente italo disco.
Sera d'autunno, scritta da Albertelli/Orosanto, era il lato b del 45 giri, con uno stile prettamente New wave.

## Edizioni
Il disco è stato distribuito anche in Europa su etichetta Ariola.

## Tracce
Lato A
1. Donna di cera – 3:58 (Albertelli/Palazzi/Carlotto)

Durata totale: 3:58
Lato B
1. Sera d'autunno – 3:30 (Albertelli/Orosanto)

Durata totale: 3:30